# Elsbeth Hamilton
Elsbeth Hamilton, rodným jménem Eliška Süsslandová (5. prosince 1920 Vinohrady – 3. května 2025 Oxford) byla česko-britská radistka a veteránka druhé světové války.

## Život
Eliška Süsslandová se narodila 5. prosince 1920 na pražských Vinohradech do židovské rodiny. V létě 1938 odjela na prázdniny do Velké Británie. V roce 1939 se po Mnichovské dohodě do Anglie vrátila. V roce 1943 vstoupila do britského ženského pomocného leteckého sboru WAAF a jako radistka sloužila na základně u Oxfordu.
Po konci druhé světové války se krátce vrátila do Československa. Většina z její rodina zahynula během holokaustu a celý její rodinný majetek byl odebrán. Následně se opět vrátila do Anglie, kde vystudovala sociální práci a psychiatrii na Oxfordské univerzitě a London School of Economics.
Vdala se za historika a antropologa a společně odcestovali do Nyasalandu a Ugandy, kde strávili osm let. Po návratu do Velké Británie pracovala jako sociální pracovnice v dětské nemocnici v Bristolu.
Koncem ledna 2025 jí Jana Černochová, ministryně obrany České republiky, předala Kříž obrany státu.
Elsbeth Hamilton zemřela 3. května 2025 v Oxfordu ve věku 104 let.

## Ocenění
- Kříž obrany státu (2025)